# داوفيلسبيرخ
داوفيلسبيرخ هو تل ومحمية طبيعية يقع في بلديتي أوبيرخين Ubbergen، وخروسبيك Groesbeek بإقليم خيلدرلند بهولندا على الحدود مع ألمانيا